# 종지형 (문법)
종지형이란 일본어의 용언에 있어서의 활용형의 하나이다. 일본어 사전에서 표제로 종지형이 쓰이고 있다.

## 정의
종지는 문장의 종지이고, 문말에서 잘라 말할 때의 어형을 바탕으로 만들어졌다. 도조 기몬의 “일본어 설약도”(和語說略圖)(1833년)에는 절단어로 되어 있지만, 구로카와 마요리 “시의 간타문”(詞の栞打聞)(1890년)에 종지어로 되었다.
문장의 종지에서 동사는 ウ단음으로 되지만, ‘ある’만 ‘あり’로 イ단음으로 끝난다. 또, 형용사는 ‘し’」의 형태를 취하고, 형용동사는 ‘なり’나 ‘たり’의 형태를 취한다. 이렇게 정의를 정하면 조사나 조동사의 분류에도 사용되게 되고, 종지형에 접속하는 조사 · 조동사로서 ‘と ’, ‘とも’, ‘な’, ‘べし’, ‘めり’, ‘らむ’, ‘なり’ 등이 있다. 또한 현대구어에서는 동사 · 형용사의 종지형은 연체형이기도 하다.
| 문어     | 문어         | 문어     | 문어         | 문어 | 구어         | 구어   | 구어     | 구어 | 구어 |
| 품사     | 활용의 종류  | 예시     | 어형         | 어형 | 활용의 종류  | 예시   | 어형     | 어형 |      |
| 동사     | 4단활용      | 書く     | かく         | -u   | 5단활용      | 書く   | かく     | -u   |      |
| 동사     | ラ행변격활용 | あり     | あり         | -i   | 5단활용      | 書く   | かく     | -u   |      |
| 동사     | ナ행변격활용 | 死ぬ     | しぬ         | -u   | 5단활용      | 書く   | かく     | -u   |      |
| 동사     | 하1단활용    | 蹴る     | ける         | -eる | 5단활용      | 書く   | かく     | -u   |      |
| 동사     | 하2단활용    | 受く     | うく         | -u   | 하1단활용    | 受ける | うける   | -eる |      |
| 동사     | 상1단활용    | 着る     | きる         | -iる | 상1단활용    | 起きる | おきる   | -iる |      |
| 동사     | 상2단활용    | 起く     | おく         | -u   | 상1단활용    | 起きる | おきる   | -iる |      |
| 동사     | カ행변격활용 | 来       | く           | -u   | カ행변격활용 | 来る   | くる     | -uる |      |
| 동사     | サ행변격활용 | す       | す           | -u   | サ행변격활용 | する   | する     | -uる |      |
| 형용사   | ク활용       | なし     | なし         | し   |              | ない   | ない     | い   |      |
| 형용사   | シク활용     | 美し     | うつくし     | し   |              | ない   | ない     | い   |      |
| 형용동사 | 활용         | 靜かなり | しずかなり   | なり |              | 靜かだ | しずかだ | だ   |      |
| 형용동사 | タリ활용     | 堂々たり | だうだうたり | たり |              | 靜かだ | しずかだ | だ   |      |

## 같이 보기
- 활용